# Rückkehr nach Korsika
Rückkehr nach Korsika (Originaltitel: Le retour, dt.: „Die Rückkehr“, internationaler Titel: The Homecoming) ist ein französischer Spielfilm von Catherine Corsini aus dem Jahr 2023. Das Drama folgt einer Hausangestellten und ihren Töchtern, die das erste Mal in ihre frühere Heimat Korsika zurückkehren, nachdem sie diese vor Jahren unter tragischen Umständen verlassen hatten. Die Hauptrollen übernahmen Aïssatou Diallo Sagna, Esther Gohourou und Suzy Bemba.
Der Film wurde im Mai 2023 beim Filmfestival von Cannes uraufgeführt und kam im Juli desselben Jahres in die französischen Kinos. In Deutschland erfolgte der Kinostart im März 2024.

## Handlung
Khédidja ist in den Vierzigern und Mutter zweier jugendlicher Töchter, Jessica und Farah. Sie arbeitet für eine wohlhabende Familie in Paris. Ihre Arbeitgeber bieten ihr eines Tages an, den Sommer auf Korsika zu verbringen und auf deren Kinder aufzupassen. Obwohl Khédidja und ihre Töchter die Insel vor 15 Jahren unter tragischen Umständen verlassen haben, willigt sie ein. Sie wird von Jessica und Farah begleitet. Während die Mädchen den Sommer in vollen Zügen genießen und erste Liebeserfahrungen sammeln, ringt Khédidja mit ihren Erinnerungen. Dennoch bietet die Reise die Gelegenheit, einen Teil ihrer Geschichte zu entdecken. Auch kommen sich Mutter und Töchter näher.

## Hintergrund
Rückkehr nach Korsika (internationaler Titel: The Homecoming) ist der zwölfte Spielfilm der französischen Regisseurin Catherine Corsini, für den sie gemeinsam mit Naïla Guiguet auch das Drehbuch verfasste. Nach ihrem vorangegangenen preisgekrönten Werk In den besten Händen (2021) arbeitete sie erneut mit der Schauspielerin Aïssatou Diallo Sagna, Produzentin Elisabeth Perez (Chaz Productions), Kamerafrau Jeanne Lapoirie und dem Editor Frédéric Baillehaiche zusammen.
Die Dreharbeiten auf Korsika begannen Mitte September 2022 und sollten sieben Drehwochen in Anspruch nehmen, bis Anfang November. Als Koproduzenten zeichneten die Gesellschaften Le Pacte und France 3 Cinéma verantwortlich. Unterstützt wurde das Projekt durch die staatliche französische Filmförderungsbehörde Centre national du cinéma et de l’image animée (CNC), der Region Korsika, Sofica Sofityciné, La Banque Postale Image, Cofinova und Cinéaxe.
Die Produktionskosten wurden mit 4,7 Mio. Euro angegeben. Die Verwertungsrechte wurden vorab an Canal+, Ciné+ und France Télévisions veräußert.

## Veröffentlichung und Rezeption
Die Premiere fand am 17. Mai 2023 bei den Filmfestspielen von Cannes statt, wo der Film im Wettbewerb um die Goldene Palme nachnominiert wurde. Branchendiensten zufolge wurde Le retour kurz vor der offiziellen Bekanntgabe des Programms am 13. April vom Verwaltungsrat des Festivals zurückgezogen, nachdem dieser von mehreren angeblich unangemessenen Vorfälle während der Dreharbeiten erfahren hatte. Corsini wurde vorgeworfen, während der Dreharbeiten eine zusätzliche Szene nachträglich ins Drehbuch aufgenommen zu haben, in der die jugendliche Hauptdarstellerin sich selbst befriedigt. Auch wenn es mit der Darstellerin abgesprochen war und die Szene nicht im Film landete, wurde damit das Jugendkontrollgremium umgangen und führte damit zu einem Verstoß gegen das Filmfördergesetz. Aus diesem Grund entschied die Filmförderungsbehörde CNC, nachträglich ihre Fördergelder zurückzuziehen. Cathrine Corsini entschuldigte sich für das unbedachte Vorgehen, hatte sie sich doch selbst ihr ganzes Berufsleben für diese Schutzmechanismen eingesetzt.
Ein Kinostart in Frankreich erfolgte am 12. Juli 2023 im Verleih von Le Pacte. In Deutschland kam der Film am 14. März 2024 im Verleih von Grandfilm ins Kino.

## Auszeichnungen
Für Rückkehr nach Korsika erhielt Corsini ihre dritte Einladung in den Wettbewerb um die Goldene Palme, den Hauptpreis des Filmfestivals von Cannes. Auch gelangte der Film in die Auswahl für die Queer Palm, blieb dort aber jeweils unprämiert.